# Veuillez rendre l'âme (à qui elle appartient)
Albums de Noir Désir
Où veux-tu qu'je r'garde ?
(1987) Du ciment sous les plaines
(1991)
Singles
1. Aux Sombres héros de l'amer
Sortie : 29 janvier 1989
2. Les Écorchés
Sortie : 1989

Veuillez rendre l'âme (à qui elle appartient) est le deuxième album studio du groupe de rock français Noir Désir, sorti le 10 janvier 1989. Cet album à l'ambiance assez sombre et aux textes très travaillés révèle le groupe au grand public grâce au titre Aux Sombres héros de l'amer et connaît le succès critique et commercial.

## Historique
L'album est enregistré au studio ICP de Bruxelles fin 1988 et est produit par le britannique Ian Broudie, qui a notamment travaillé avec Echo and the Bunnymen. Son sens du détail poussé à l'extrême provoque quelques « engueulades monumentales » avec le batteur Denis Barthe. C'est le premier véritable album du groupe, puisque Où veux-tu qu'je r'garde ? ne comportait que six titres, et son écriture est laborieuse.
L'ambiance générale de l'album est assez sombre et lyrique et les chansons sont réparties équitablement entre morceaux calmes (Le Fleuve, Sweet Mary, Joey, The Wound) et énergiques (À l'arrière des taxis, What I Need, La Chaleur, Les Écorchés). Les textes, descriptifs et à la forme élaborée, s'inscrivent « dans une veine littéraire ». L'attrait de Bertrand Cantat pour la poésie se manifeste à travers des évocations de Vladimir Maïakovski, et de son grand amour Lili Brik, dans À l'arrière des taxis, ainsi que de Lautréamont dans Les Écorchés. Le violoniste François Boirie participe à l'enregistrement des titres Le Fleuve, What I Need et The Wound.
Le single Aux sombres héros de l'amer entre dans le Top 50 (hit-parade des meilleures ventes de disques en France) et offre au groupe une notoriété qui les inquiète, car ce morceau n’est, selon eux, pas caractéristique de l’album et surtout non compris, les gens prenant « pour une chanson de marins ce qui était en fait une parabole au sujet de l'itinéraire dans la vie, de n'importe quel être humain qui traverse la vie bizarrement ». Le groupe décide alors de ne plus interpréter ce titre en concert.

## Tournée
Le groupe part en tournée dans toute la France en mars et avril 1989. Il participe ensuite à des festivals estivaux, dont les Eurockéennes de Belfort, le festival de Roskilde, les Francofolies, le Paléo et fait une mini-tournée au Canada en juillet. Il joue trois concerts à guichets fermés à l'Olympia du 21 au 23 novembre. En 1990, le groupe participe notamment au Printemps de Bourges et donne quelques concerts en URSS et dans d'autres pays de l'Est.

## Accueil
Veuillez rendre l'âme (à qui elle appartient) atteint la 20e place du classement de ventes d'albums en France, classement dans lequel il reste 21 semaines. L'album est certifié disque d'or en France.
En février 2010, l'édition française du magazine Rolling Stone classe cet album en 10e position des meilleurs albums de rock français. Pour Anthony Triaureau, de Music Story, qui lui donne 4,5 étoiles sur 5, « les thèmes frappent par leur noirceur » et les titres « sont portés par des textes poétiques et morbides loin des diatribes politiques », l'album étant un « subtil mélange entre la finesse des mélodies et l’âpreté du rock ». Pour le site Forces parallèles, qui lui donne 4 étoiles sur 5, l'album se partage entre « des morceaux de rock endiablé et des chansons ahurissantes de beauté », est marqué par « une ambiance et des paroles très sombres exposées de telle manière que l'on ne peut qu'admirer ces situations morbides, ces sentiments de peine, de haine et de tristesse » « sublimés par la voix de plus en plus époustouflante de Bertrand et par les compositions musicales qui s'affinent et gagnent en liberté ». Alex Garcia, d'AllMusic, lui donne 4,5 étoiles sur 5, estimant que c'est à la fois « leur meilleur et leur plus étrange album », « combinant une grande variété de genres », airs frénétiques, mélodies obsédantes ou poétiques et explosions d'énergie.
Le groupe reçoit pour son album le Bus d'Acier, Grand Prix du rock français sponsorisée par la Sacem, en mai 1989.
Depuis la décennie 2020, l'album et ses chansons, pourtant acclamées, connaissent désormais une diffusion médiatique très limitée à l'instar de la discographie du groupe en raison des actes du chanteur.

## Liste des chansons
| No  | Titre                       | Durée |
| --- | --------------------------- | ----- |
| 1.  | À l'arrière des taxis       | 3:10  |
| 2.  | Aux sombres héros de l'amer | 2:58  |
| 3.  | Le Fleuve                   | 3:48  |
| 4.  | What I Need                 | 3:24  |
| 5.  | Apprends à dormir           | 3:02  |
| 6.  | Sweet Mary                  | 2:01  |
| 7.  | La Chaleur                  | 3:39  |
| 8.  | Les Écorchés                | 4:09  |
| 9.  | Joey I                      | 3:00  |
| 10. | Joey II                     | 2:27  |
| 11. | The Wound                   | 4:35  |

## Classements
| France | Belgique | Suisse | Italie | Europe |
| ------ | -------- | ------ | ------ | ------ |
| 20     | 33       | -      | -      | -      |

## Crédits
| Noir Désir - Bertrand Cantat – chant, guitare, harmonica - Serge Teyssot-Gay - guitare, piano, chœurs - Denis Barthe - batterie, chœurs - Frédéric Vidalenc - basse, chœurs Musiciens additionnels - François Boirie - violon sur Le Fleuve, What I Need et The Wound | - Ian Broudie – producteur - Phil Delire – ingénieur du son - Vincent Epplay - design - Alain Duplantier - photographie |